# 黃嘴䴉鸛
黄嘴䴉鸛（學名：Mycteria ibis）是䴉鸛屬下的一種鳥類，生活在撒哈拉南部和馬達加斯加。它是一種體型中等的鸛，身長97（38英寸），雄性重2.3（5.1英磅），雌性則為1.9（4.2英磅）。身體潔白，翅膀為黑色，喙前部下彎，呈黃色。

## 繁殖
黄嘴鹮鹳主要以60-100mm长的小型淡水鱼为食。它们还以甲壳动物、蠕虫、水生昆蟲、青蛙和小型哺乳动物甚至是小鸟为食。
目前，中国的重庆、武汉、济南和北京的野生动物园有引进的黄嘴鹮鹳。

## 图集

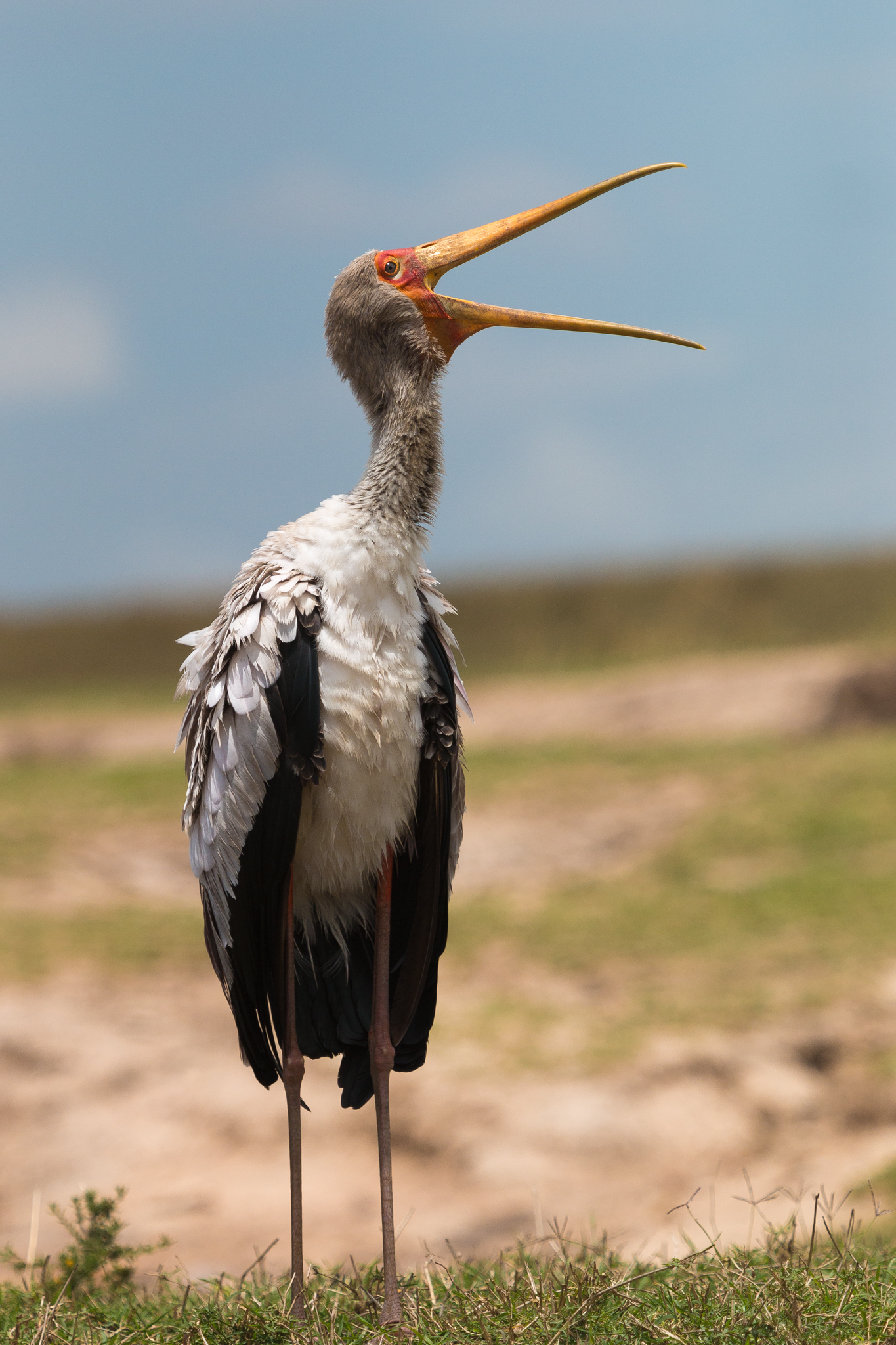
马赛马拉的幼鸟
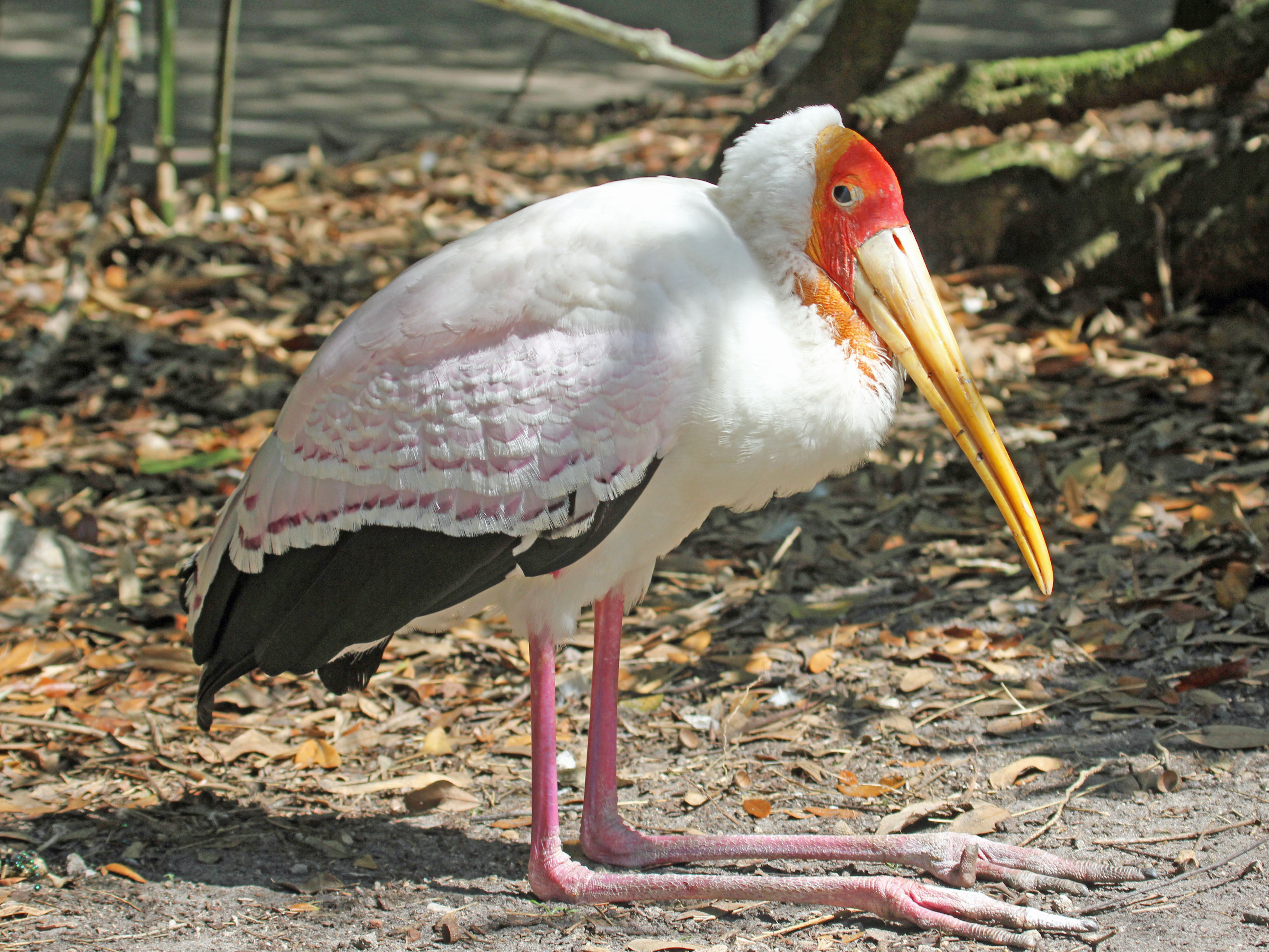
休息方式（注意腿部）
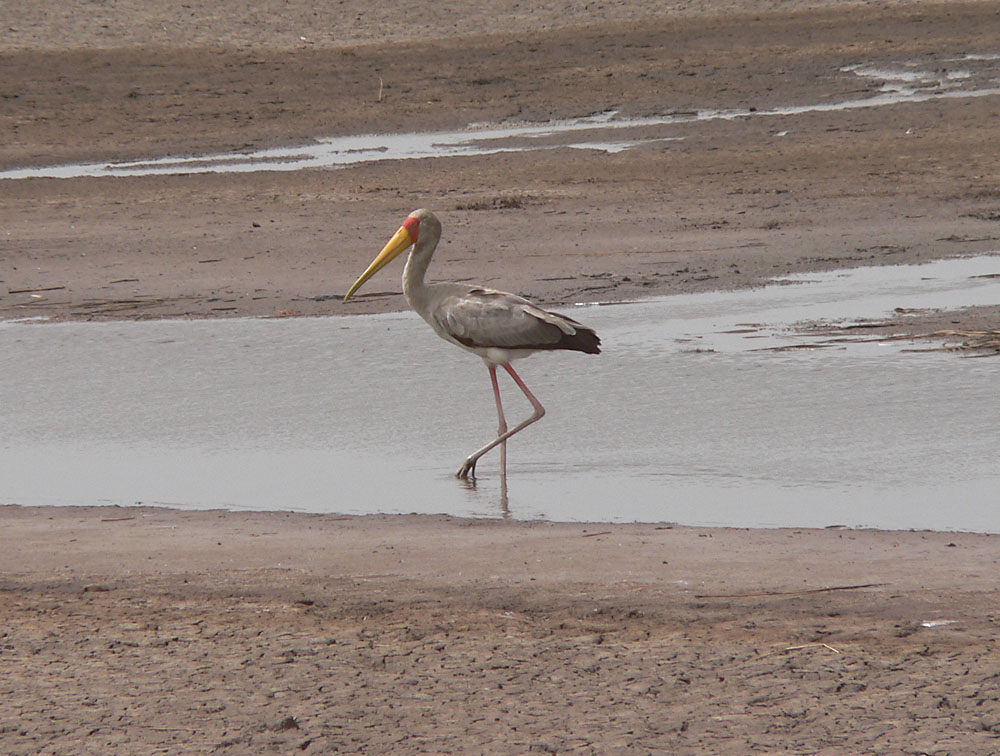
成鸟背为白色；雏鸟背为黑色
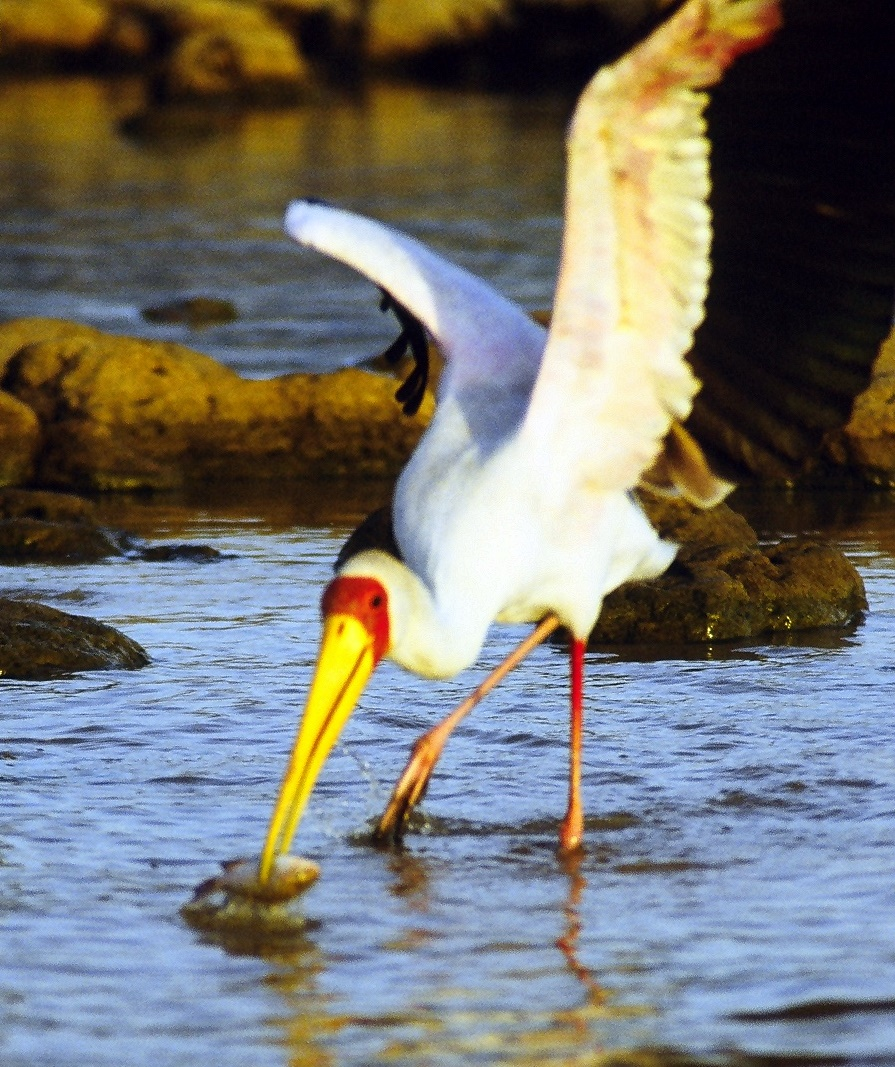
捕食
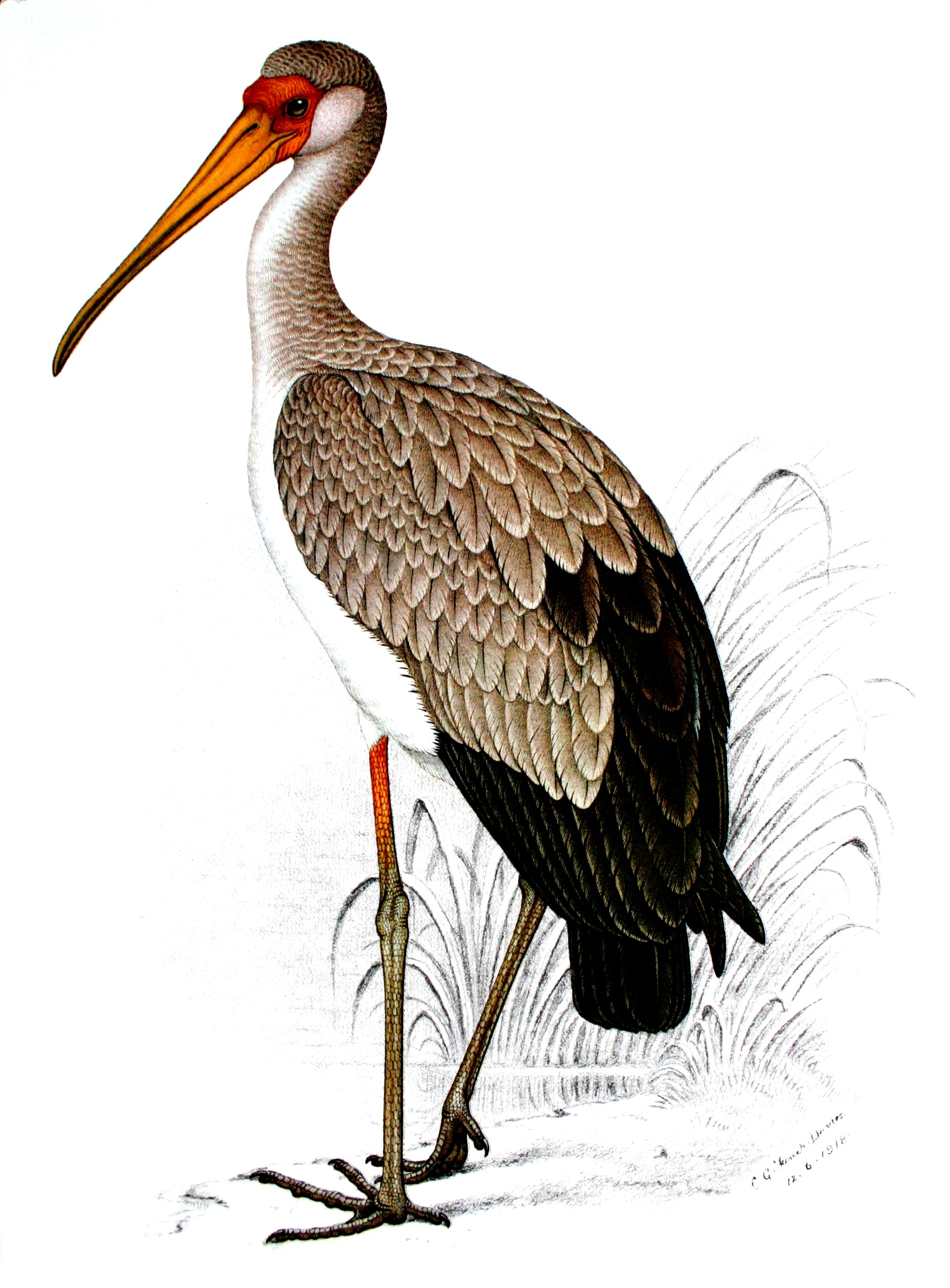
绘画
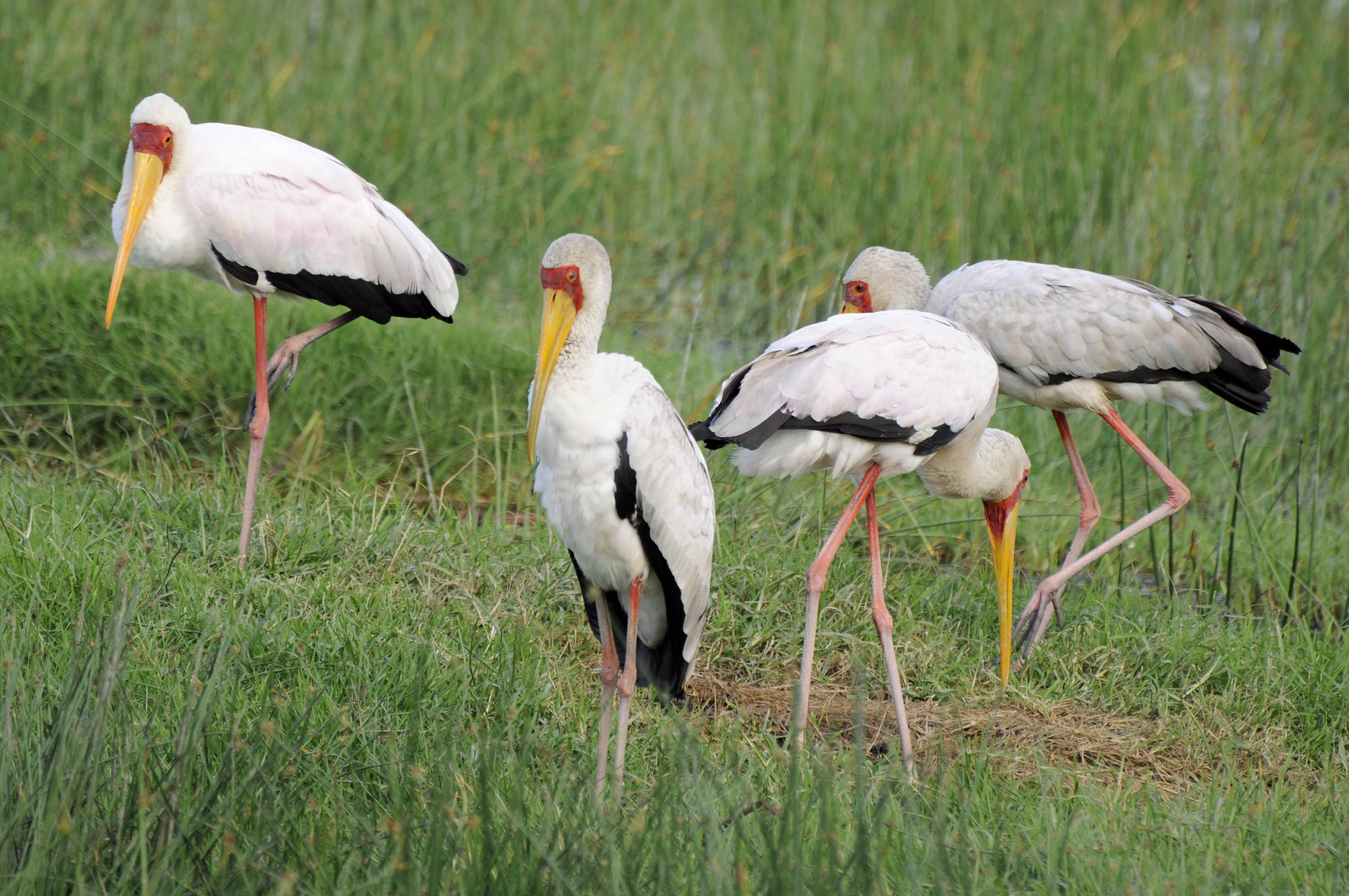
肯尼亚纳库鲁湖
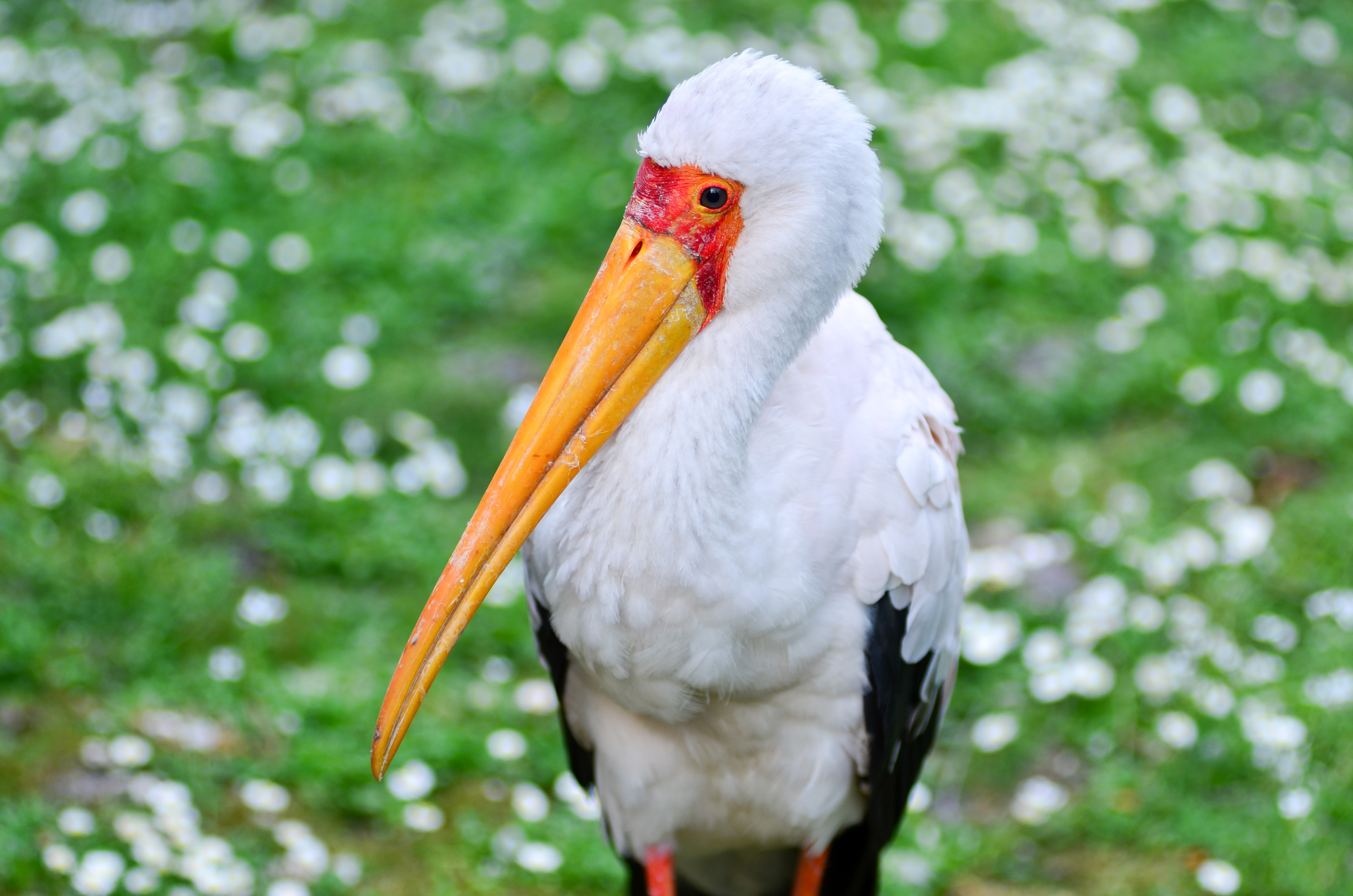
德国
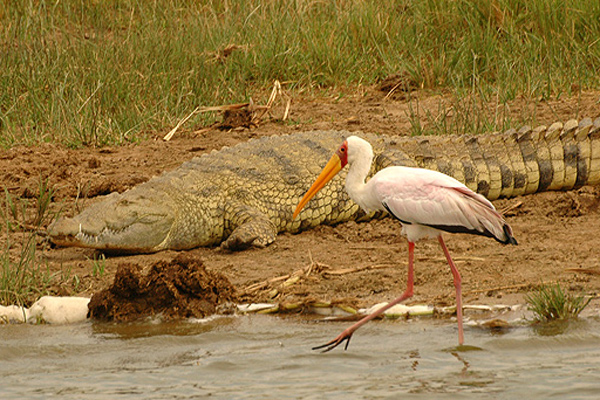
乌干达
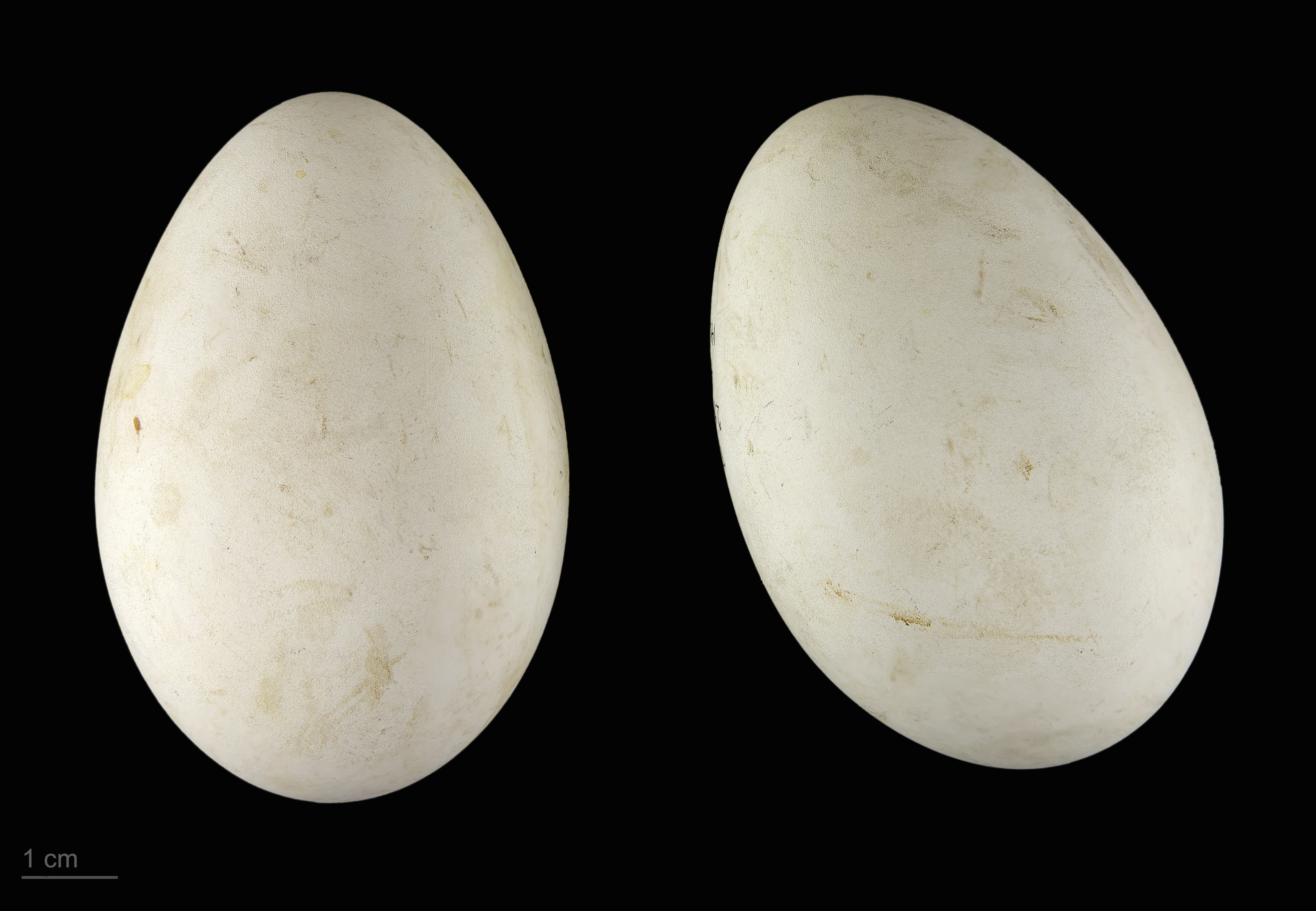
卵 Mycteria ibis

## 外部連結
- Yellow-billed Stork - Species text in The Atlas of Southern African Birds （页面存档备份，存于）.